# Distretto di Khulmi
Il distretto di Khulmi è un distretto dell'Afghanistan appartenente alla provincia di Balkh. Viene stimata una popolazione di 11 343 abitanti (stima 2016-17).